# 卞眈
卞眈（?—?），又作卞耽，济阴郡冤句（今山东省菏泽市丹阳办事处卞庄）人，中国东晋政治人物。卞粹之孙，卞壸之子。
卞眈初任平北司马、晋陵郡太守。桓温废皇帝司马奕为海西公，庾希逃到海陵郡。晋简文帝咸安二年（372年）六月，庾希于沿海地区招聚民众并掠夺渔船，在夜间进入京口。卞眈见此逾城逃至曲阿，城中吏士都逃亡；庾希宣称受到司马奕密旨，诛除桓温。卞眈在曲阿招集了二千兵，和平北参军刘奭及高平郡太守郗逸之合力在新城抗击庾希。七月壬辰日（8月16日）攻陷京口和俘获庾希等人。宁康三年（375年）九月初九日，晋孝武帝讲《孝经》，仆射谢安侍坐，吏部尚书陆纳侍讲，兼侍中卞眈执读，黄门侍郎谢石、吏部郎袁宏并执经。卞眈官至尚书郎。